# Choristima tenebrica
Choristima tenebrica är en kackerlacksart som beskrevs av Roth, L. M. 1992. Choristima tenebrica ingår i släktet Choristima och familjen småkackerlackor. Inga underarter finns listade i Catalogue of Life.